# سید جواد صدر
سید جواد صدر (۱۲۹۱ تهران - شهریور ۱۳۷۹ تهران) دیپلمات و دولتمرد دوره پهلوی، نویسنده و مترجم بود.

## خانواده و تحصیلات
پدرش محسن صدرالاشراف هنگام تولد او قاضی عدلیه بود و بعدها در زمان محمدرضا پهلوی به نخست‌وزیری رسید. تحصیلات ابتدائی و متوسطه را در مدارس اتحادیه، علمیه، ادب، اقدسیه و دارالفنون به پایان رساند و وارد مدرسه حقوق شد. در دوران تحصیل او، دانشگاه تهران تأسیس و مدرسه حقوق به دانشکده حقوق و علوم سیاسی این دانشگاه تبدیل شد. صدر نیز در سال ۱۳۱۴ از نخستین کسانی شد که از دانشگاه تهران دانشنامه لیسانس حقوق دریافت کردند. در همان سال برای ادامه تحصیل به اروپا فرستاده شد.
جواد صدر پس از دریافت درجه دکترای حقوق از دانشگاه پاریس در سال ۱۳۱۸ به ایران بازگشت و به استخدام وزارت کشور درآمد. پس از دو سال به وزارت امور خارجه منتقل شد. در چهاردهم اسفند ۱۳۲۳ با رتبه دبیر یکمی به عنوان کنسول به سرکنسولگری ایران در بیت‌المقدس فرستاده شد. پس از آن، کاردار ایران در بلگراد و نفر دوم سفارت ایران در مادرید شد.

## فعالیتهای اداری و سیاسی
صدر در سال ۱۳۲۷ به ایران بازگشت و رئیس دفتر عبدالحسین هژیر نخست‌وزیر شد. در دولت‌های ساعد و منصور و رزم‌آرا نیز که پس از هژیر روی کار آمدند همین سمت را داشت. در سال ۱۳۲۹ به وزارت امور خارجه بازگشت و مدیرکل اداره حقوقی و عهود شد. در سال ۱۳۳۳ عضو هیئت نمایندگان اعزامی ایران به نشست مجمع عمومی سازمان ملل متحد بود.
در سال ۱۳۳۳ صدر بار دیگر به وزارت کشور منتقل شد. ابتدا مدیرکل سیاسی و در سال ۱۳۳۶ معاون پارلمانی و سیاسی این وزارتخانه شد. در سال ۱۳۳۷ به معاونت وزیر امورخارجه و در سال ۱۳۳۹ به سفارت ایران در ژاپن رسید. نزدیک به سه سال در توکیو بود تا به تهران احضار و به عضویت شورای عالی وزارت خارجه منصوب شد.
در سال ۱۳۴۲ که حسنعلی منصور به نخست‌وزیری رسید، صدر را وزیر کشور کابینه خود کرد. او در دولت هویدا نیز این سمت را حفظ کرد تا سال ۱۳۴۵ که سمتش به وزارت دادگستری تغییر یافت و دو سال نیز عهده‌دار این وزارت‌خانه بود.
جواد صدر پس از کنار رفتن از وزارت دادگستری، بازنشسته و جذب بخش خصوصی شد و در بانک بازرگانی و چند شرکت وابسته به آن، ریاست هیئت مدیره و مشاوری حقوقی را عهده‌دار بود. همزمان، با رتبه استادی در دانشکده حقوق دانشگاه ملی (شهید بهشتی کنونی) تدریس می‌کرد.

## آثار
- حقوق دیپلماتیک و کنسولی
- تأسیسات و سازمانهای بین‌اللمل
- نگاهی از درون (خاطرات)
- ترجمه تاریخ سیاست خارجی ایران (با همکاری برادرش کاظم صدر)
- ترجمه چنبر مار (داستانی از فرانسوا موریاک)